# ミヒャエラ・ポレレス

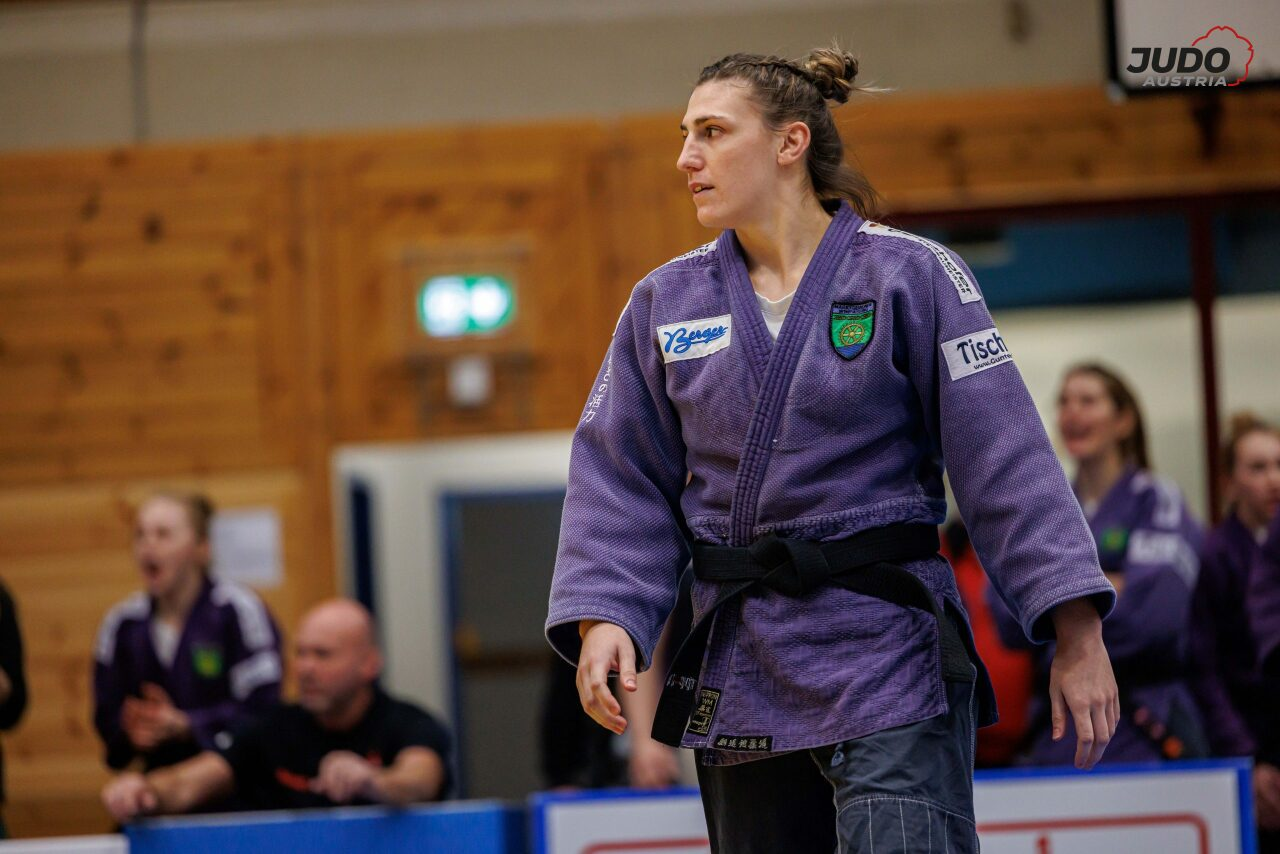
2022年

ミヒャエラ・ポレレス（ Michaela Polleres　1997年7月15日- ）はオーストリア出身の柔道選手。階級は70kg級。

## 経歴
2014年のユースオリンピック63㎏級で3位となった。2017年にはヨーロッパジュニアで2位になると、 世界ジュニアでは3位になった。2018年にはU23ヨーロッパ選手権で優勝すると、ヨーロッパ選手権、グランドスラム・アブダビ及びワールドマスターズで3位になった。2019年の世界選手権では5位になった。2021年の世界選手権では準決勝でクロアチアのバルバラ・マティッチに敗れるも3位になった。7月に日本武道館で開催された東京オリンピックでは準々決勝でマティッチを破るなどして決勝まで進むも、新井千鶴に技ありで敗れて2位だった。世界軍人選手権大会では優勝した。2022年のワールドマスターズでは優勝した。2023年の世界選手権では3位だった。2024年にはグランドスラム・アンタルヤとグランドスラム・ドゥシャンベで優勝した。パリオリンピックでは銅メダルを獲得した。
IJF世界ランキングは4828ポイント獲得で7位(24/7/22現在)。

## 主な戦績
- 2014年 - ユースオリンピック　3位(63㎏級)
- 2015年 - ヨーロッパジュニア　3位
- 2017年 - ヨーロッパジュニア　2位
- 2017年 - グランプリ・ザグレブ　3位
- 2017年 - 世界ジュニア　3位
- 2017年 - U23ヨーロッパ選手権　2位
- 2018年 - グランプリ・アンタルヤ　3位
- 2018年 - ヨーロッパ選手権　3位
- 2018年 - グランプリ・カンクン　優勝
- 2018年 - グランドスラム・アブダビ　3位
- 2018年 - U23ヨーロッパ選手権　優勝
- 2018年 - グランプリ・タシュケント　優勝
- 2018年 - ワールドマスターズ　3位
- 2019年 - ヨーロッパオープン・オーバーヴァルト　優勝
- 2019年 - ヨーロッパ競技大会　団体戦　3位
- 2019年 - グランプリ・ザグレブ　3位
- 2019年 - 世界選手権 5位
- 2019年 - グランドスラム・アブダビ　3位
- 2019年 - ワールドマスターズ　5位
- 2020年 - グランドスラム・ブダペスト　3位
- 2021年 - 世界選手権　3位
- 2021年 -　東京オリンピック　2位
- 2021年 -　世界軍人選手権大会　優勝
- 2022年 - ヨーロッパオープン・オーバーヴァルト　優勝
- 2022年 -　グランドスラム・バクー　3位
- 2022年 -　ワールドマスターズ 優勝
- 2023年 -　グランドスラム・タシケント　優勝
- 2023年 -　世界選手権　3位
- 2024年 -　グランプリ・リンツ　3位
- 2024年 -　グランドスラム・アンタルヤ　優勝
- 2024年 - グランドスラム・ドゥシャンベ　優勝
- 2024年 - パリオリンピック　3位

(出典、JudoInside.com)